# Premis Grammy
Els Premis Grammy són presentats per l'Acadèmia d'Enregistrament, una associació d'estatunidencs involucrats professionalment en la indústria de la música enregistrada, amb l'objectiu de reconèixer èxits en la indústria discogràfica. És un dels quatre grans espectacles anuals de premis musicals dels Estats Units d'Amèrica, juntament amb els premis Billboard, els American Music, i el Rock and Roll Hall of Fame Induction Ceremony. Els premis Grammy, que normalment se celebren al febrer, es consideren l'equivalent als Premis Oscar en el món de la música.
Els artistes proposen els seus treballs per tal de ser considerats per l'Acadèmia d'Engeristrament com a concursants que opten a guanyar els premis. Un cop s'han valorat les propostes, s'anuncien les nominacions oficials de cada categoria.
Els premis es celebren mitjançant una gala televisada, que gaudeix d'actuacions d'aquells artistes més rellevants de l'any, la presència de figures importants de la indústria de l'entreteniment, i l'entrega dels premis per als guanyadors de cada categoria.

## Categories
Per a més informació, llegiu la pàgina: llista per categories.

### Generals
El "camp general" són les quatre grans categories genèriques per a premis als treballs musicals, que no restringeixen els candidats per gènere musical o qualsevol altre criteri:
- Gravació de l'any (Grammy Award for Record of the Year): concedit a l'intèrpret i l'equip de producció d'una sola cançó
- Àlbum de l'any (Grammy Award for Album of the Year): concedit a l'intèrpret i l'equip de producció d'un àlbum complet
- Cançó de l'any (Grammy Award for Song of the Year): concedit al(s) compositor(s) d'una sola cançó
- Millor nou artista (Grammy Award for Best New Artist): concedit a un artista revelació de l'any, sense referència a una cançó o un àlbum

Els únics dos artistes que han guanyat tots quatre premis són Christopher Cross, l'any 1980, i Adele, que va guanyar el de millor nou artista el 2009 i els altres tres els anys 2012 i 2017.
Altres premis es concedeixen a la millor interpretació i producció en gèneres específics, i també per a altres contribucions tals com art i vídeo. Els premis especials s'atorguen a contribucions de més llarga durada a la indústria musical.
A causa del gran nombre de categories de premis (78 el 2012, 81 el 2013 i 82 el 2014) i el desig que diversos artistes facin les seves actuacions, només es presenten directament a la cerimònia televisada les categories amb més interès popular.

### Especials
Hi ha premis especials que s'atorguen sense candidatures, normalment per a assoliments més enllà del darrer any, que és el criteri que s'aplica als premis estàndard.
- Grammy a la carrera artística (Grammy Lifetime Achievement Award)
- Grammy Trustees (Grammy Trustees Award)
- Grammy Tècnic (Technical Grammy Award)
- Grammy Llegenda (Grammy Legend Award)
- Grammy Hall of Fame (Grammy Hall of Fame Award)
- Premi Persona de l'any MusiCares (MusiCares Person of the Year)

## Nominats i premiats dels Països Catalans
Fins a 2020 onze artistes de cantants i grups nascuts als Països Catalans han rebut nominacions i guardons en els premis Grammy. Pau Casals fou el primer artista en ser nominat en la primera edició dels premis. Al llarg de tots aquests anys, Alícia de Larrocha és l'artista més nominada (14) i més guardonada (4 premis).
| Nom                                  | Any                                                    | Categoria                                                                               | Obra                                                                                               | Resultat                         | Ref                  |
| ------------------------------------ | ------------------------------------------------------ | --------------------------------------------------------------------------------------- | -------------------------------------------------------------------------------------------------- | -------------------------------- | -------------------- |
| Pau Casals                           | 1958                                                   | Millor interpretació clàssica de música de cambra (incloent orquestra de cambra)        | Beethoven: Trio In E Flat And Trio In D Major                                                      | Nominat                          | [ 1 ]                |
| Montserrat Caballé                   | 1966                                                   | Millor àlbum de l'any - clàssic                                                         | Presenting Montserrat Caballe (Bellini And Donizetti Arias)                                        | Nominada                         | [ 2 ]                |
| Montserrat Caballé                   | 1966                                                   | Millor interpretació vocal clàssica solista (amb o sense orquestra)                     | Presenting Montserrat Caballe (Bellini And Donizetti Arias)                                        | Nominada                         | [ 2 ]                |
| Montserrat Caballé                   | 1968                                                   | Millor interpretació vocal clàssica solista                                             | Rossini: Rarities                                                                                  | Guanyadora                       | [ 2 ]                |
| Montserrat Caballé                   | 1988                                                   | Millor gravació d'òpera                                                                 | Bellini: Norma                                                                                     | Nominada                         | [ 2 ]                |
| Montserrat Caballé                   | 2003                                                   | Millor interpretació vocal clàssica                                                     | Songs of the Spanish Renaissance, Vol. 1                                                           | Nominada                         | [ 2 ]                |
| Alícia de Larrocha                   | 1967                                                   | Millor interpretació clàssica - solista o solistes instrumental (amb o sense orquestra) | Granados: Goyescas/Escenas románticas                                                              | Nominada                         | [ 3 ]                |
| Alícia de Larrocha                   | 1971                                                   | Millor interpretació clàssica - solista o solistes instrumental (sense orquestra)       | Alicia de Larrocha plays Spanish piano music of the 20th Century                                   | Nominada                         | [ 3 ]                |
| Alícia de Larrocha                   | 1974                                                   | Millor interpretació clàssica instrumental per a solista o solistes (sense orquestra)   | Albeniz: Iberia                                                                                    | Guanyadora                       | [ 3 ]                |
| Alícia de Larrocha                   | 1975                                                   | Millor interpretació clàssica instrumental per a solista o solistes (amb orquestra)     | Ravel: Concerto For Left Hand And Concerto For Piano In G/Faure: Fantaisie For Piano And Orchestra | Guanyadora                       | [ 3 ]                |
| Alícia de Larrocha                   | 1975                                                   | Millor interpretació clàssica instrumental per a solista o solistes (sense orquestra)   | Falla: "Music Of Falla" (Three Cornered Hat, El Amor Brujo, etc.)                                  | Nominada                         | [ 3 ]                |
| Alícia de Larrocha                   | 1977                                                   | Millor interpretació clàssica instrumental per a solista o solistes (amb orquestra)     | Concertos from Spain                                                                               | Nominada                         | [ 3 ]                |
| Alícia de Larrocha                   | 1977                                                   | Millor interpretació clàssica instrumental per a solista o solistes (sense orquestra)   | Granados: Goyescas                                                                                 | Nominada                         | [ 3 ]                |
| Alícia de Larrocha                   | 1982                                                   | Millor interpretació clàssica instrumental per a solista o solistes (amb orquestra)     | Schumann: Concerto For Piano In A Minor/ Rachmaninoff: Concerto For Piano No. 2 In C Minor, Op. 18 | Nominada                         | [ 3 ]                |
| Alícia de Larrocha                   | 1982                                                   | Millor interpretació clàssica instrumental per a solista o solistes (sense orquestra)   | Granados: Danzas Españolas                                                                         | Nominada                         | [ 3 ]                |
| Alícia de Larrocha                   | 1984                                                   | Millor interpretació clàssica - solista o solistes instrumental (sense orquestra)       | Schubert: Piano Sonata In B Flat, Major D. 960                                                     | Nominada                         | [ 3 ]                |
| Alícia de Larrocha                   | 1988                                                   | Millor interpretació clàssica - solista o solistes instrumental (sense orquestra)       | Albeniz: Iberia, Navarra, Suite Espagnola                                                          | Guanyadora                       | [ 3 ]                |
| Alícia de Larrocha                   | 1990                                                   | Millor interpretació clàssica - solista instrumental (sense orquestra)                  | Mozart: Piano Sonatas (K. 283/331/332/333)                                                         | Nominada                         | [ 3 ]                |
| Alícia de Larrocha                   | 1991                                                   | Millor interpretació clàssica instrumental solista sense orquestra                      | Granados: Goyescas; Allegro De Concierto; Danza Lenta                                              | Guanyadora                       | [ 3 ]                |
| Alícia de Larrocha                   | 1992                                                   | Millor interpretació clàssica instrumental solista amb orquestra                        | Mozart: Piano Concertos Nos. 23 And 24                                                             | Nominada                         | [ 3 ]                |
| Camilo Sesto                         | 1976                                                   | Millor gravació llatina                                                                 | Quieres ser mi amante                                                                              | Nominat                          | [ 4 ]                |
| Dyango                               | 1989                                                   | Millor àlbum de pop llatí                                                               | Cae la noche                                                                                       | Nominat                          | [ 5 ]                |
| Dyango                               | 1990                                                   | Millor àlbum de pop llatí                                                               | Suspiros                                                                                           | Nominat                          | [ 5 ]                |
| Gipsy Kings                          | 1990                                                   | Millor gravació de folk contemporani                                                    | Bamboleo                                                                                           | Nominat                          | [ 6 ]                |
| Gipsy Kings                          | 1992                                                   | Millor àlbum de música universal                                                        | Este mundo                                                                                         | Nominat                          | [ 6 ]                |
| Gipsy Kings                          | 1993                                                   | Millor àlbum de música universal                                                        | Gipsy Kings live                                                                                   | Nominat                          | [ 6 ]                |
| Gipsy Kings                          | 1995                                                   | Millor àlbum de música universal                                                        | Love and Liberté                                                                                   | Nominat                          | [ 6 ]                |
| Gipsy Kings                          | 1997                                                   | Millor àlbum de música universal                                                        | Tierra gitana                                                                                      | Nominat                          | [ 6 ]                |
| Gipsy Kings                          | 1998                                                   | Millor àlbum de música universal                                                        | Compás                                                                                             | Nominat                          | [ 6 ]                |
| Gipsy Kings                          | 2005                                                   | Millor àlbum de música universal                                                        | Roots                                                                                              | Nominat                          | [ 6 ]                |
| Gipsy Kings                          | 2014                                                   | Millor àlbum de música universal                                                        | Sabor flamenco                                                                                     | Guanyador                        | [ 6 ]                |
| Josep Carreras (amb els Tres Tenors) | 1991                                                   | Millor actuació vocal clàssica                                                          | Carreras, Domingo and Pavarotti in concert                                                         | Guanyador                        | [ 7 ]                |
| Josep Carreras (amb els Tres Tenors) | 1991                                                   | Millor àlbum clàssic                                                                    | Carreras, Domingo and Pavarotti in concert                                                         | Nominat                          | [ 7 ]                |
| Josep Carreras (amb els Tres Tenors) | 1995                                                   | Millor àlbum de l'any                                                                   | The Three Tenors in concert 1994                                                                   | Nominat                          | [ 7 ]                |
| Josep Carreras (amb els Tres Tenors) | 1995                                                   | Millor àlbum pop                                                                        | The Three Tenors in concert 1994                                                                   | Nominat                          | [ 7 ]                |
| Bebe                                 | 2010                                                   | Millor àlbum de rock llatí, urbà o alternatiu                                           | Y.                                                                                                 | Nominada                         | [ 8 ]                |
| Jordi Savall                         |                                                        |                                                                                         | |                                  |                      |
| 2000                                 | Millor interpretació de música de cambra/conjunt petit | Diáspora Sefardí (¿Por qué lloras blanca niña?; Las estrellas de los cielos)            | Nominat                                                                                            | [ 9 ]                            |                      |
| 2006                                 | Millor interpretació de música de cambra/conjunt petit | Alfons V El Magnànim - El Cancionero De Montecassino                                    | Nominat                                                                                            | [ 9 ]                            |                      |
| 2001                                 | Millor interpretació de música de cambra/conjunt petit | Miguel De Cervantes - Don Quijote De La Mancha - Romances Y Músicas                     | Nominat                                                                                            | [ 9 ]                            |                      |
| 2011                                 | Millor interpretació de música de cambra/conjunt petit | Dinastia Borja                                                                          | Guanyador                                                                                          | [ 9 ]                            |                      |
| 2013                                 | Millor gravació operística                             | Teuzzone                                                                                | Nominat                                                                                            | [ 9 ]                            |                      |
| 2018                                 | Millor compendi clàssic                                | Les routes de l'esclavatge                                                              | Nominat                                                                                            | [ 9 ]                            |                      |
| Concha Buika                         | 2013                                                   | Millor àlbum de jazz llatí                                                              | La noche más larga                                                                                 | Nominada                         | [ 10 ]               |
| Concha Buika                         | 2018                                                   | Millor àlbum de música universal                                                        | Para mi                                                                                            | Nominada                         | [ 10 ]               |
| Judit Neddermann                     | 2020                                                   | Millor àlbum de pop llatí                                                               | Alejandro Sanz - #El Disco "Este segundo"                                                          | Col·laboradora d'àlbum guanyador | [ 12 ]               |
| Rosalía                              | 2020                                                   | Millor nova artista                                                                     | Rosalía                                                                                            | Nominada                         | [ 13 ] [ 14 ] [ 15 ] |
| Rosalía                              | 2020                                                   | Millor àlbum de rock llatí, urbà o alternatiu                                           | El mal querer                                                                                      | Guanyadora                       | [ 13 ] [ 14 ] [ 15 ] |
| Rosalía                              | 2023                                                   | Millor àlbum alternatiu o rock llatí                                                    | Motomami                                                                                           | Guanyadora                       |                      |